# Lutte aux Jeux olympiques d'été de 1984
Navigation
Moscou 1980 Séoul 1988

## Lutte libre

### Poids super-mouche -48 kg
| Médaille           | Nom           | Pays         |
| ------------------ | ------------- | ------------ |
| Médaille d'or      | Robert Weaver | États-Unis   |
| Médaille d'argent  | Takashi Irie  | Japon        |
| Médaille de bronze | Son Gab-do    | Corée du Sud |

### Poids mouche, 48-52 kg
| Médaille           | Nom           | Pays         |
| ------------------ | ------------- | ------------ |
| Médaille d'or      | Šaban Trstena | Yougoslavie  |
| Médaille d'argent  | Kim Jong-kyu  | Corée du Sud |
| Médaille de bronze | Yuji Takada   | Japon        |

### Poids coq, 52-57 kg
| Médaille           | Nom              | Pays         |
| ------------------ | ---------------- | ------------ |
| Médaille d'or      | Hideaki Tomiyama | Japon        |
| Médaille d'argent  | Barry Davis      | États-Unis   |
| Médaille de bronze | Kim Eui-kon      | Corée du Sud |

### Poids plume, 57-62 kg
| Médaille           | Nom           | Pays         |
| ------------------ | ------------- | ------------ |
| Médaille d'or      | Randall Lewis | États-Unis   |
| Médaille d'argent  | Kosei Akaishi | Japon        |
| Médaille de bronze | Lee Jung-keun | Corée du Sud |

### Poids légers, 62-68 kg
| Médaille           | Nom           | Pays         |
| ------------------ | ------------- | ------------ |
| Médaille d'or      | You In-tak    | Corée du Sud |
| Médaille d'argent  | Andrew Rein   | États-Unis   |
| Médaille de bronze | Jukka Rauhala | Finlande     |

### Poids mi-moyens, 68-74 kg
| Médaille           | Nom          | Pays                 |
| ------------------ | ------------ | -------------------- |
| Médaille d'or      | Dave Schultz | États-Unis           |
| Médaille d'argent  | Martin Knosp | Allemagne de l'Ouest |
| Médaille de bronze | Šaban Sejdiu | Yougoslavie          |

### Poids moyens(74-82 kg)
| Médaille           | Nom                | Pays       |
| ------------------ | ------------------ | ---------- |
| Médaille d'or      | Mark Schultz       | États-Unis |
| Médaille d'argent  | Hideyuki Nagashima | Japon      |
| Médaille de bronze | Christopher Rinke  | Canada     |

### Poids mi-lourds, 82-90 kg
| Médaille           | Nom        | Pays        |
| ------------------ | ---------- | ----------- |
| Médaille d'or      | Ed Banach  | États-Unis  |
| Médaille d'argent  | Akira Ōta  | Japon       |
| Médaille de bronze | Noel Loban | Royaume-Uni |

### Poids lourds, 90-100 kg
| Médaille           | Nom            | Pays       |
| ------------------ | -------------- | ---------- |
| Médaille d'or      | Lou Banach     | États-Unis |
| Médaille d'argent  | Joseph Atiyeh  | Syrie      |
| Médaille de bronze | Vasile Pușcașu | Roumanie   |

### Poids super-lourds, +100 kg
| Médaille           | Nom               | Pays       |
| ------------------ | ----------------- | ---------- |
| Médaille d'or      | Bruce Baumgartner | États-Unis |
| Médaille d'argent  | Robert Molle      | Canada     |
| Médaille de bronze | Ayhan Taşkın      | Turquie    |

## Lutte Gréco-Romaine

### Poids super-mouche -48 kg
| Médaille           | Nom             | Pays                 |
| ------------------ | --------------- | -------------------- |
| Médaille d'or      | Vincenzo Maenza | Italie               |
| Médaille d'argent  | Markus Scherer  | Allemagne de l'Ouest |
| Médaille de bronze | Ikuzō Saitō     | Japon                |

### Poids mouche 48-52 kg
| Médaille           | Nom             | Pays         |
| ------------------ | --------------- | ------------ |
| Médaille d'or      | Atsuji Miyahara | Japon        |
| Médaille d'argent  | Daniel Aceves   | Mexique      |
| Médaille de bronze | Bang Dae-du     | Corée du Sud |

### Poids coq, 52-57 kg
| Médaille           | Nom                  | Pays                 |
| ------------------ | -------------------- | -------------------- |
| Médaille d'or      | Pasquale Passarelli  | Allemagne de l'Ouest |
| Médaille d'argent  | Masaki Etō           | Japon                |
| Médaille de bronze | Charálambos Cholídis | Grèce                |

### Poids plume, 57-62 kg
| Médaille           | Nom                 | Pays         |
| ------------------ | ------------------- | ------------ |
| Médaille d'or      | Kim Weon-kee        | Corée du Sud |
| Médaille d'argent  | Kent-Olle Johansson | Suède        |
| Médaille de bronze | Hugo Dietsche       | Suisse       |

### Poids légers, 62-68 kg
| Médaille           | Nom            | Pays        |
| ------------------ | -------------- | ----------- |
| Médaille d'or      | Vlado Lisjak   | Yougoslavie |
| Médaille d'argent  | Tapio Sipilä   | Finlande    |
| Médaille de bronze | James Martinez | États-Unis  |

### Poids mi-moyens, 68-74 kg
| Médaille           | Nom            | Pays     |
| ------------------ | -------------- | -------- |
| Médaille d'or      | Jouko Salomäki | Finlande |
| Médaille d'argent  | Roger Tallroth | Suède    |
| Médaille de bronze | Ştefan Rusu    | Roumanie |

### Poids moyens, 74-82 kg
| Médaille           | Nom                   | Pays     |
| ------------------ | --------------------- | -------- |
| Médaille d'or      | Ion Draica            | Roumanie |
| Médaille d'argent  | Dimítrios Thanópoulos | Grèce    |
| Médaille de bronze | Sören Claeson         | Suède    |

### Poids mi-lourds, 82-90 kg
| Médaille           | Nom             | Pays       |
| ------------------ | --------------- | ---------- |
| Médaille d'or      | Steve Fraser    | États-Unis |
| Médaille d'argent  | Ilie Matei      | Roumanie   |
| Médaille de bronze | Frank Andersson | Suède      |

### Poids lourds, 90-100 kg
| Médaille           | Nom             | Pays        |
| ------------------ | --------------- | ----------- |
| Médaille d'or      | Vasile Andrei   | Roumanie    |
| Médaille d'argent  | Gregory Gibson  | États-Unis  |
| Médaille de bronze | Jozef Tertelije | Yougoslavie |

### Poids super-lourds, +100 kg
| Médaille           | Nom              | Pays        |
| ------------------ | ---------------- | ----------- |
| Médaille d'or      | Jeff Blatnick    | États-Unis  |
| Médaille d'argent  | Refik Memišević  | Yougoslavie |
| Médaille de bronze | Victor Dolipschi | Roumanie    |

## Tableau des médailles
| Rang  | Nation               | Or | Argent | Bronze | Total |
| ----- | -------------------- | -- | ------ | ------ | ----- |
| 1     | États-Unis           | 9  | 3      | 1      | 13    |
| 2     | Japon                | 2  | 5      | 2      | 9     |
| 3     | Corée du Sud         | 2  | 1      | 4      | 7     |
| 4     | Roumanie             | 2  | 1      | 3      | 6     |
| 5     | Yougoslavie          | 2  | 1      | 2      | 5     |
| 6     | Allemagne de l'Ouest | 1  | 2      | 0      | 3     |
| 7     | Finlande             | 1  | 1      | 1      | 3     |
| 8     | Italie               | 1  | 0      | 0      | 1     |
| 9     | Suède                | 0  | 2      | 2      | 4     |
| 10    | Canada               | 0  | 1      | 1      | 2     |
| 10    | Grèce                | 0  | 1      | 1      | 2     |
| 12    | Mexique              | 0  | 1      | 0      | 1     |
| 12    | Syrie                | 0  | 1      | 0      | 1     |
| 14    | Grande-Bretagne      | 0  | 0      | 1      | 1     |
| 14    | Suisse               | 0  | 0      | 1      | 1     |
| 14    | Turquie              | 0  | 0      | 1      | 1     |
| Total | Total                | 20 | 20     | 20     | 60    |